# Enicocephalidae

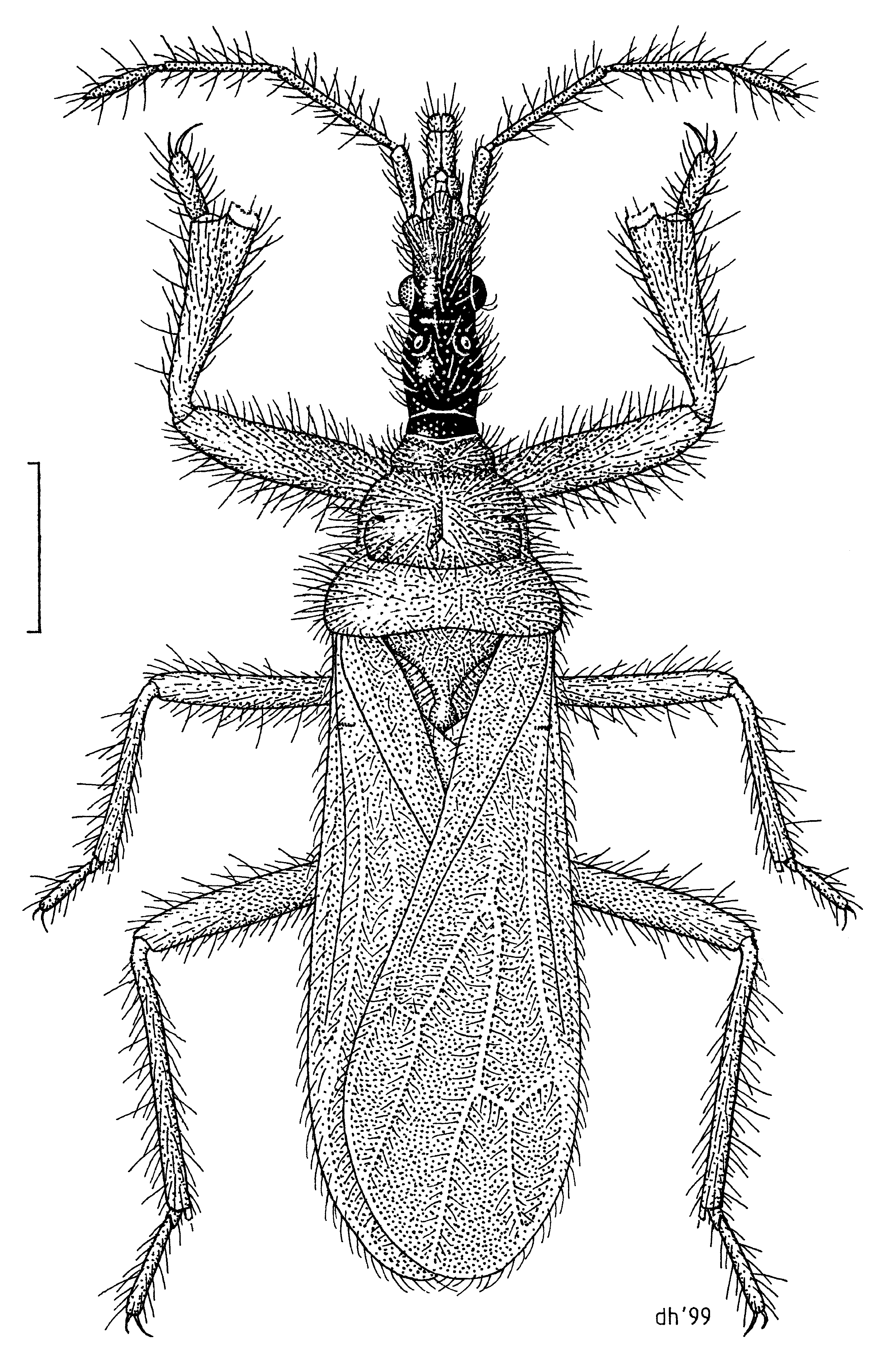
Systelloderes maclachlani

Enicocephalidae es una familia de insectos heterópteros del orden hemípteros.

## Géneros
- Alienates
- Boreostolus
- Brevidorsus
- Ciucephalus
- Didymocephalus
- Embolorrhinus
- Enicocephalus
- Euchelichir
- Henicocorinus
- Henschiella
- Hoplitocoris
- Hymenocoris
- Lysenicocephalus
- Monteithostolus
- Murphyanella
- Neoncylocotis
- Oncylocotis
- Phallopirates
- Phthirocoris
- Phthirocorisella
- Pseudenicocephalus
- Systelloderes
- Timahocoris
- Tornocrusus
- Vuorilinna